# 利率交換
（簡稱：IRS），指債信評等不同的籌資者，立約交換相同期限、相同金額債務之利息流量，以共同節省債息、降低融資總成本的規避利率風險行為。
在利率交換契約中，是以不同的利率指標（浮動或固定利率）作為交換標的，不過，雖然計息方式改變，但卻不需交換雙方的原始本金，而僅就利息差額進行結算（Netting Settlement）；換言之，利率交換的風險僅在於淨現金流量的部分。利率交換的基本交易型態為固定利率與浮動利率（Fixed-Floating Swap）的交換，亦稱為Plain Vanilla IRS，市場上尚有牽涉不同浮動利率指標間的交換，如基差交換（Basis Swap）等，完全視交易雙方對利率指標之選擇，較常見的浮動利率指標為LIBOR。利率交換通常起於交易兩造之債信評等不同，致帶來融資成本上的差異。另外，對未來利率走勢的看法不同，亦為產生利率交換的原因。此外，由於利率交換係屬長期資本性交易，有助於企業取得特定成本的資金，亦可協助企業鎖住利率水準，調整其資產負債結構，因此已被普遍作為目前國際間長期資本性交易的避險工具。近年來，利率交換已成為交換市場中最熱門的商品，約占全部交換契約的80%。

## 運用範例

### 公司與銀行
利率交換為交換利息流量的一種遠期契約，交易雙方以不同的利率指標（含浮動、固定利率）作為交換標的，定期交換利息，利息收付頻率依雙方約定，契約期限原則上最短1年，最長視各幣別流動性而定。一般來說，利率交換多不涉及本金上的交換，本金只是作為利息的計算基數。
例如：客戶於銀行有一筆三年期新臺幣1億元浮動利率借款，借款利率為3個月期TAIBOR加碼1%，為規避利率上漲風險，可與銀行簽訂新臺幣利率交換契約，將浮動利率借款轉變為固定利率借款。
- 利率交換條件

本金新臺幣(TWD) 1億元。

每三個月為一期，交換一次利息，為期三年。

客戶每期按3個月期TAIBOR（Taipei Interbank Offered Rate，臺北金融業拆款定盤利率）收取浮動利率利息。

客戶每期按1.20% p.a.(年利率 簡寫 p.a.)支付固定利率利息。
- 客戶利率交換交易每期利息收付差額計算

以第一期為例，假設第一期(Q1)TAIBOR 為0.87%，實際天數為91天：

固定利息支出：TWD 1億 × 1.20% × 91 / 365 = TWD 299,178

浮動利息收入：TWD 1億 × 0.87% × 91 / 365 = TWD 216,904

利息差額：TWD 216,904 – TWD 299,178 = TWD - 82,274
- 承作IRS的避險效益

第一期客戶需淨支付TWD 82,274予銀行，故IRS(利率交換交易)的期初階段將會增加客戶的借款成本，亦為避險成本，而當 TAIBOR 超過1.20%時，客戶即開始享受承作IRS的避險效益。經 IRS 交易後，客戶借款利率由3個月期 TAIBOR 加碼1%，變為固定利率1.20%。

### 公司與公司
利率交換是一種場外交易，合約條款彈性很大，交易對手可以不只兩位，交換的計息方式也可以有多種設定。許多公司進行利率交換，是因為可以與交易對手各取所需(按照自己希望的方式收取或支付利息) ，有時還可以藉此降低利息成本。

例如：A公司有一筆債務，按美元三個月期LIBOR+2.5%的浮動利率付息，該公司預期LIBOR將上漲，希望鎖定利息、成本。B公司目前有一筆債務，按9.5%的固定利率付息，希望轉換成以美元三個月期LIBOR為基準的浮動利息。
- 利率交換條件

兩公司簽訂一份利率交換合約，A公司按約定的名義本金，以10%的固定利率向B公司付息，B公司則按照LIBOR+2.0%的浮動利率向A付息。
- 承作IRS的避險效益

如此一來，A公司兩筆LIBOR浮息一收一付，淨付出0.5%，加上支付B的10%固定利率，債務成本從浮息轉為10.5%的固定利率。

而B公司兩筆固定利率的利息一收一付，淨賺0.5%的利差，加上支付A的LIBOR+2%，債務成本從固定利率轉為LIBOR+1.5%的浮息。

### 负债转换
利率掉期交易中的负债转换（liability driven）等同于一方将定期支付固定利率的负债转换成支付浮动利率的负债，另一方将定期支付浮动利率的负债转换成支付固定利率的负债，负债的名义本金（Notional Principal）是一定的。

### 资产转换
利率掉期交易中的资产转换（asset driven）等同于一方将定期收入固定利率的资产转换成收入浮动利率的资产，另一方将定期收入浮动利率的资产转换成收入固定利率的资产，资产的名义本金（Notional Principal）是一定的。
下例实际就是由于A借固定利率、B借浮动利率时的双方总成本（Libor+1.00%+4.00%）小于反过来做的成本（5.20%+Libor+0.30%），因而如果双方都有需要（A想要浮动利率，B想要固定利率）时就可以进行负债转换交換交易，以降低成本。

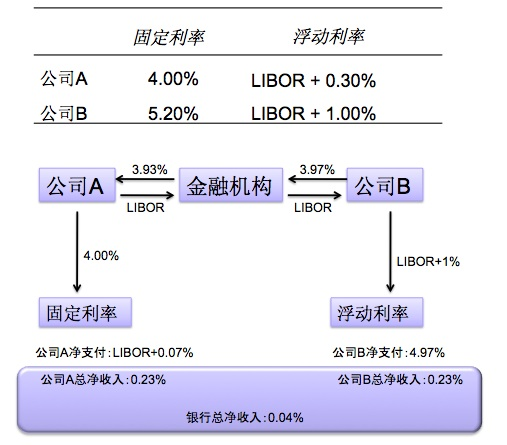

- 公司A原先借贷的固定利率为4%,浮动利率为LIBOR+0.3%；公司B原先借贷的固定利率为5.2%，浮动利率为LIBOR+1%。金融机构的费用为名义本金（notional principal）的0.04%。
- 公司A在固定利率上有相对优势，公司A原先支付固定利率4％，想要转换成支付浮动利率LIBOR。
- 公司B原先支付浮动利率LIBOR+1%，想要转化为支付固定利率。
- 计算差额（spread）：A与B的固定利率差额为5.2%-4%=1.2%，浮动利率差额为LIBOR+1%-LIBOR-0.3%=0.7%，质量差额（quality spread）为1.2%-0.7%=0.5%.
- 在质量差额中，金融机构会获取其中的0.04%，剩下0.5%-0.04%=0.46%，剩下的0.46%中A与B将会各盈利其中的一半0.46%/2=0.23%。
- 就公司A而言，假设将会从金融机构获取固定利率A%，那么公司A的净支付为4%+LIBOR-A%，净盈利为(LIBOR+0.3%)-(4%+LIBOR-A%)=0.23%，解净盈利的方程，得到A%=3.93%。
- 就公司B而言，假设将会向金融机构支付固定利率B%。那么公司B的净支付为B%+LIBOR+1%-LIBOR=B%+1%，净盈利为5.2%-(B%+1%)=0.23%，解净盈利的方程，得到B%=3.97%。
- 将A%=3.93%、B%=3.97%带入得到：公司A净支付为LIBOR+0.07%（原先支付4%），公司B净支付为4.97%（原先支付LIBOR+1%）。

### 金融机构的加入
由于金融市场的多元需求，交換交易在不停的发展。公司的不同规模以及不同需求使得公司在借贷方面的情况不同。很多机构或者公司由于有很好的信用评级，所以可以以很低的固定利率获得贷款；很多公司由于信用评级不是很好，但是这些公司可以很好的短期通过商业票据以及银行信用额度（bank line of credit）等来以浮动利率借贷。两个不同的公司由于各自在浮动利率和固定利率有相对优势（comparative advantage），形成了利率交換交易的条件。这时候，金融机构的加入为交換交易调供了互利的平台，同时金融机构在质量差额（quality spread）裡获取利润。